# Liparis platychila
Liparis platychila är en orkidéart som beskrevs av Rudolf Schlechter. Liparis platychila ingår i släktet gulyxnen, och familjen orkidéer. Inga underarter finns listade i Catalogue of Life.